# Соколова Гора
Соколова Гора — колишнє селище міського типу в Житомирському районі Житомирської області. Нині є частиною міста Житомир. Також відоме як урочище та городище. У 1923—71 роках — адміністративний центр колишньої однойменної сільської та селищної рад.

## Розташування місцевості
Місцевість знаходиться в північно-західній частині Богунського району міста. Розкинулася на обох берегах річки Кам'янка. Історична місцевість обмежена: з півночі — залізницею, річкою Крошенка (зокрема, Швиридовим ставом), зі сходу — вулицями Бялика, Індустріальною, з півдня — 1-м Богунським провулком та Богунською вулицею, струмком Довжик, із заходу та північного заходу — землями лісового фонду.
На теренах історичної місцевості також знаходяться менші історичні місцевості: Видумка — між річками Кам'янка та Крошенка, Павловська гора — на лівому березі Кам'янки, селище Лісове — на північно-західній околиці, оточене лісом та обмежене з півдня залізницею. 
Головними вулицями Соколової Гори є Вільський Шлях та Миру.

## Історія
Археологами виявлені поблизу сліди поселення ранньої залізної доби та давньоруського періоду 12-13 ст.
Городище Соколова Гора розташоване на північно-західній околиці Житомира та займає вершину Соколової гори над лівим берегом р. Кам'янка. Сама гора має вигляд конусоподібного останця, висотою 25—30 м над рівнем ріки. Майданчик овальний в плані, розмірами 90 — 75 м, площа 0,55 га. Схили ескарповані. З напільного боку проходить лінія валів та ровів. Північна та південно — східна частини пошкоджені кар'єрами. Городище обстежене М. П. Кучерою у 1973. Зібрано підйомний матеріал — кераміку ранньозалізного періоду, давньоруського періоду 12-13 ст. На схід від городища виявлено сліди селища, де було зібрано поодинокі фрагменти кераміки ранньозалізного періоду та давньоруської 12-13 ст.
«В околицях Житомира відомо ще кілька городищ: Зарічанське, Станишівське, Соколова Гора. Усі датуються XII—XIII ст. їх можна вважати дочірніми від городища на Замковій горі. Усі разом вони складають єдиний комплекс поселень, були своєрідним оборонним рубежем Житомирського замку.»
У ХІІ-ХІІІ ст. знову повертаються до життя укріплення ІХ-Х ст., що повністю занепали у XI ст.: Малин, Миропіль, і Новоград-Волинський, Пилиповичі, Райки. У той же час в ареалі Древлянської землі виникають чисельні укріплення, що не існували до XII с:. Таких пунктів нараховується шістнадцять: Бельківці, Городище на р. Свинолужа, Городище на р. Кодинка, Городське, Соколова Гора, Зарічани, Корчівка. Лелів, Леніно, Медвин, Норинськ, Рудня-Городище, Сінгури, Станишівка, Степок, Корець.
Дев'ять простих городищ, що мають тільки один укріплений майданчик, розташовані на природних останцях: Бараші, Городське Мале, Житомир — Замкова гора, Житомир — Соколова Гора, Коростень І, Коростень II, Мирополь, Норинськ, Яроповичі.
Площу від 0,5 до 1 га мають 6 городищ (16 %). У цій групі розміри коливаються від 0,55 га (Житомир — Замкова Гора) до 0,9 га (Новоград-Волинський Південне). Культурні шари ІХ—ХІІІ ст. зафіксовані на 5 пам'ятках. Тільки на одному (Житомир — Соколова Гора) крім знахідок Київської Русі ХІІ—ХІІІ ст. немає нашарувань кінця І тис. н. е.
Нині ділянка городища забудована приватними котеджами, пам'ятний знак «Городище» зруйнований. Навряд чи вціліли лінії укріплень.
Село Соколова Гора Левківської волості Житомирського повіту у 1906 році налічувало 55 дворів, 233 жителя.
Власного храму в селі не було, церковний прихід — церква святого Якова на Вільському кладовищі міста Житомира.
Селище постраждало внаслідок голодомору 1932—1933. Голод зачепив й селище Соколова Гора, були зареєстровані факти голодної смерті, масових хвороб та психозів, викликаних тривалим голодуванням. Селище було частково знищене голодомором. Населення, яке пережило геноцид, згодом частково інтегрувалося у міську громаду Житомира.

### Населення
Кількість населення, станом на 1923 рік, становила 697 осіб, кількість дворів — 105.

## Сучасність
До 1967 Соколова Гора було селищем Житомирського району у Житомирській області.
Приєднання: в період 1967—1971 рр. селище Соколова Гора приєднане до міста Житомир.
У 2016 році Генеральним планом розвитку міста було передбачено створення ландшафтного парку на території в межах 20 га. Проте лише, 23 вересня 2021 року на 11 сесії Житомирської міської ради, депутатами було прийнято рішення про надання дозволу на розробку проєкту землеустрою парку. Таким чином, територія Павловської гори та річки Кам'янка може стати центром місцевого туризму й забезпечити комфортний відпочинок жителям прилеглих територій мікрорайонів Богунії, Панчішної фабрики, Видумки, Соколової гори та Вільського шляху.
У червні 2021 року ГО «Парк Соколова гора» подала проєкт ігрового простору Павловської гори на участь у конкурсі проєктних пропозицій в рамках урбаністично-культурного фестивалю «Майстерня міста Житомир 2021: Перезавантаження 6.0». Проте пропозиція була відхилена у зв'язку з перевищеною вартістю облаштування дитячого майданчика, а також через належність території парку до земель Оліївської ОТГ.
26 червня на Замковій Горі, під час проведення заходу «Майстерня міста» керівники громадської організації «Парк Соколова Гора» презентували концепцію створення ландшафтного парку, основна мета якого — збереження природних ландшафтів та зон відпочинку в різні пори року, які існують тут споконвіку. 3 жовтня 2021 року відбулося вперше святкування Дня ландшафтного парку на Павловській горі.